# アミグダロドン
アミグダロドン（Amygdalodon　「アーモンドの歯」の意味、歯の形状から）は、ジュラ紀中期（バジョース期）に現在のアルゼンチンに生息していた草食で長い首を持つ竜脚類の恐竜の属の一つである。化石情報に乏しく現在は疑問名である。化石情報は少ないもののこれまでに発見された中では数少ない南アメリカのジュラ紀の恐竜である。タイプ種は Amygdalodon patagonicusで1947年、スペインの動物学者アンヘル・カブレラによりアルゼンチンで発見された断片的な化石に基づいて記載、命名された。四足歩行の大型の恐竜であり、体長15 m、体高4 m、体重24 tほどと推定されている。

## 参照
- Cabrera, A; Un nuevo sauropodo del Jurásico de Patagónia; Instituto del museo de la universidad nacional de la Plata; Notas del museo de la Plata; Tomo X11 Paleontología, No 95.